# Andrew Dice Clay
Andrew Dice Clay, nom artístic de Andrew Clay Silverstein (29 de setembre de 1957) és un actor i cantant estatunidenc. Va tenir el paper protagonista a The Adventures of Ford Fairlane (1990).
És d'origen jueu.
Clay apareix amb Cate Blanchett en la pel·lícula de Woody Allen Blue Jasmine (2013). En una entrevista a Good Day L.A., vadir que va tornar a fer cinema amb Blue Jasmine després d'estar 12 anys sense aparèixer en una pel·lícula.

## Controvèrsia
L'estil de les comèdies i el seu humor políticament incorrecte fa que Clay entri en controvèrsia amb els grups que defensen els drets de les dones. La cadena de televisió MTV el va prohibir per sempre a partir de la seva actuació de l'any 1989 durant els premis MTV Video Music Awards. In 2011 the ban was lifted by MTV.

## Discografia

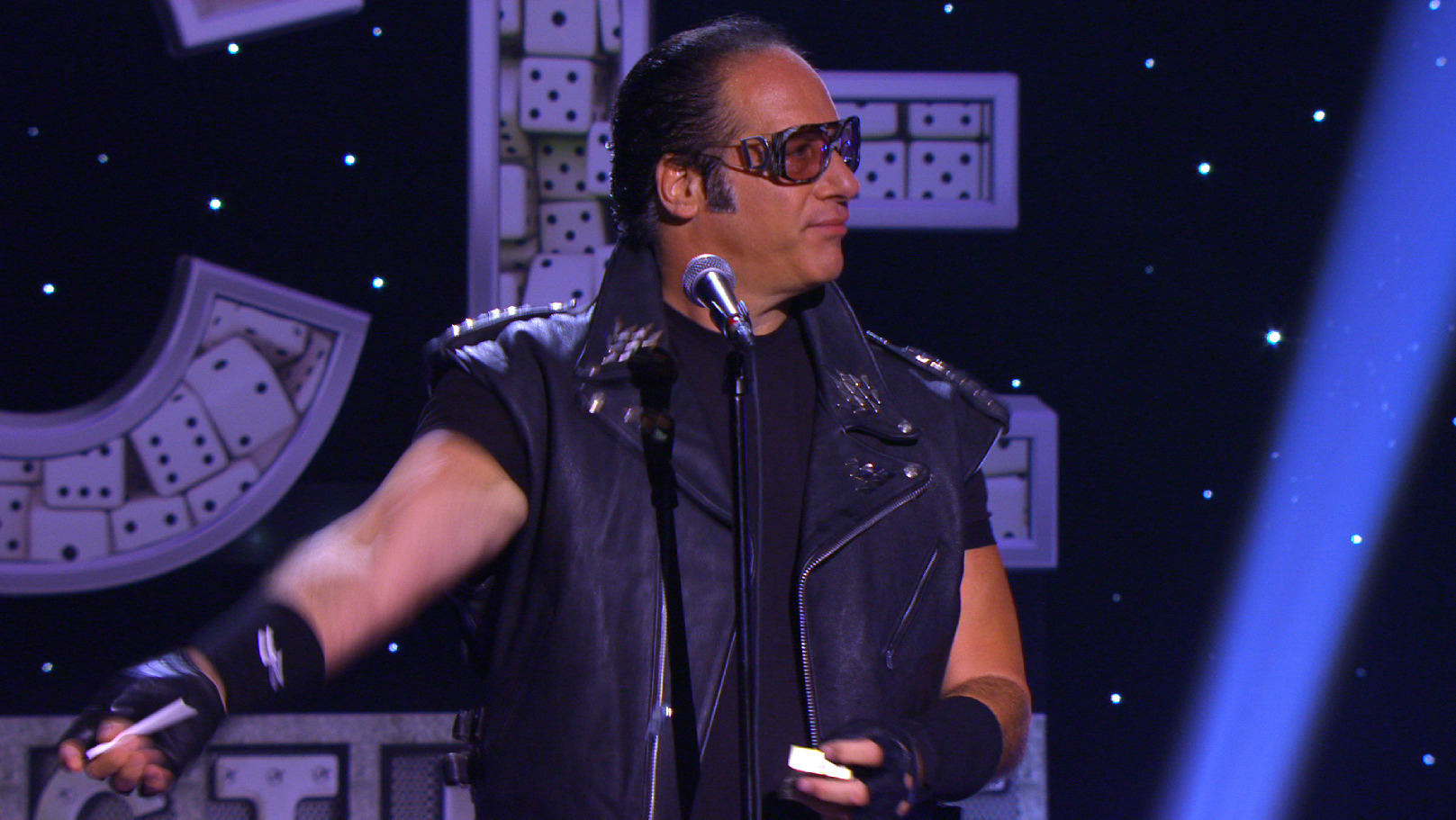
Andrew Dice Clay (2012)

- ADC: The Mixtape That Hates You, 1988
- Dice, 1989
- The Day the Laughter Died, 1990
- Dice Rules, 1991
- 40 Too Long, 1992
- The Day the Laughter Died, Part II, 1993
- No Apologies, 1993
- Filth, 1999
- Face Down, Ass Up, 2000
- Indestructible, 2012

## Filmografia
- M*A*S*H, Cpl. Hrabosky in "Trick or Treatment" Episodi (1982)
- Diff'rent Strokes, anomenat Larry, a Willis and Kimberly's high school (1982–83)
- Wacko (1982)
- Night Patrol (1984)
- Making the Grade
- Private Resort (1985)
- Pretty in Pink
- Amazon Women on the Moon
- Casual Sex?
- Crime Story (1986–1988)
- The Adventures of Ford Fairlane
- Dice Rules (1991)
- Brainsmasher... A Love Story
- No Contest
- Bless This House
- National Lampoon's Favorite Deadly Sins (1995)
- Hitz (1997)
- Foolish (1999)
- My 5 Wives (2000)
- One Night at McCool's
- Dice Undisputed (2007)
- Entourage (2011)
- Raising Hope (2011)
- How Embarrassing (2012)
- It's Always Sunny in Philadelphia (2012)
- Blue Jasmine (2013)[8]
- Tosh.0 (2013)